# برینگ ۶۵۶۸۵
سیارک ۶۵۶۸۵ (به انگلیسی: 65685 Behring، نامگذاری:1990TY1) شصت و پنج هزار و ششصد و هشتاد و پنجمین سیارک کشف شده‌است که در ۱۰ اکتبر ۱۹۹۰ کشف شد.